# Pierre Lestringuez
Louis Pierre Lestringuez est un scénariste et écrivain français, né le 17 octobre 1889 à Levallois-Perret, Hauts-de-Seine, mort le 18 décembre 1950  dans le 2e arrondissement de Paris.

## Parcours
Ami d'enfance de Jean Renoir, il a écrit ou coécrit le scénario des quatre premiers films du cinéaste, films dans lesquels il apparaît également comme acteur, généralement sous le nom de « Pierre Philippe ». Dans Partie de campagne, il fait encore un passage costumé en prêtre.
Il a écrit diverses études, un roman, Le Bateau pervers, et une pièce de théâtre, Tricolore, mise en scène par Louis Jouvet à la Comédie-Française, en 1938.
Jean Renoir, dans Ma vie et mes films, le décrit ainsi : « Pierre Lestringuez, exemple parfait de ce que Diderot appelait "l'honnête homme" au XVIIIe siècle. Il était mieux qu'un ami d'enfance, c'était un ami d'avant l'enfance, son père et mon père avaient été intimes... C'était un écrivain de grand talent. Ami de Jean Cocteau et de Jean Giraudoux, il appartenait au même milieu raffiné... Louis Jouvet disait de lui : "Pierre n'a pas le succès littéraire qu'il mérite, mais ça viendra, car Dieu l'a gratifié d'un bâton de sagesse ! " » 
Titulaire de six citations pour son comportement pendant la première guerre mondiale, Pierre Lestringuez avait reçu la Médaille militaire, la Croix de guerre et la Military Cross. Il était officier de la Légion d’honneur.
Il épouse en juillet 1928 à Joinville-le-Pont Adrienne Florine Lavoisot, sœur de l’actrice, productrice et réalisatrice Marie-Louise Iribe, elle-même épouse du comédien et directeur de théâtre Pierre Renoir.

## Filmographie
- 1924 : Catherine de Jean Renoir
- 1925 : La Fille de l'eau de Jean Renoir
- 1926 : Nana de Jean Renoir
- 1927 : Sur un air de charleston de Jean Renoir
- 1927 : Marquitta de Jean Renoir
- 1927 : Chantage de Henri Debain
- 1928 : Hara-Kiri de Marie-Louise Iribe et Henri Debain
- 1931 : Le Roi des Aulnes de Marie-Louise Iribe
- 1937 : Le Gagnant (film, 1937) (moyen métrage)
- 1939 : Quartier latin de Alexandre Esway
- 1940 : Menaces d'Edmond T. Gréville
- 1941 : Madame Sans-Gêne de Roger Richebé
- 1942 : Romance à trois de Roger Richebé
- 1943 : Port d'attache de Jean Choux
- 1945 : Paméla de Pierre de Hérain
- 1945 : La Route du bagne de Léon Mathot
- 1946 : Les Clandestins de André Chotin
- 1946 : Le Gardian de Jean De Marguenat
- 1946 : Fils de France de Pierre Blondy
- 1947 : Rouletabille joue et gagne de Christian Chamborant
- 1948 : Le Mannequin assassiné de Pierre de Hérain
- 1948 : Rouletabille contre la dame de pique de Christian Chamborant
- 1949 : Monseigneur de Roger Richebé
- 1950 : Cartouche, roi de Paris de Guillaume Radot
- 1950 : Fra Diavolo (Donne e briganti) de Mario Soldati